# Putain de temps
Pistes de Selon que vous serez, etc., etc.
Marie ma belle Les hommes cavalent
Putain de temps est une chanson de Michel Sardou parue sur l'album Selon que vous serez, etc., etc. sorti le 17 avril 1994. Coécrite avec Didier Barbelivien, elle évoque le temps qui passe et la nostalgie qu'engendrent les souvenirs, entre tendresse et amertume.
Elle est présente sur les enregistrements de concerts Olympia 95, Bercy 2001 et Confidences et retrouvailles - Live 2011, lors duquel elle ouvre le tour de chant.